# Harvey Mandel
Harvey Mandel (* 11. března 1945, Detroit, Michigan, USA) je americký kytarista, který byl členem bluesové skupiny Canned Heat a vystupoval rovněž s anglickým hudebníkem Johnem Mayallem. Během své kariéry spolupracoval i s dalšími hudebníky, mezi které patří například Charlie Musselwhite či skupina The Rolling Stones. Je označován za jednoho z prvních rockových kytaristů, kteří využívali obouruční tapping na pražcích.

## Život
Přestože se narodil v Detroitu, své dětství strávil ve vesnici Morton Grove v Illinois. Svou kariéru zahájil v polovině šedesátých let a vůbec první nahrávkou, na níž se podílel, bylo album Stand Back! Here Comes Charley Musselwhite's Southside Band bluesového harmonikáře Charlieho Musselwhitea z roku 1966. Později se přestěhoval do oblasti San Francisco Bay Area, kde vystupoval s různými hudebníky. Zde také získal nahrávací smlouvu s hudebním vydavatelstvím Philips Records a roku 1968 vydal své první sólové album nazvané Cristo Redentor; též vydavatelství vydalo i jeho dvě následující nahrávky.
Když roku 1969 odešel Henry Vestine ze skupiny Canned Heat, jeho místo zaujal právě Harvey Mandel; jeho třetím vystoupením se skupinou byl koncert na hudebním festivalu Woodstock v srpnu toho roku. Se skupinou nahrál alba Future Blues (1970) a Historical Figures and Ancient Heads (1971). Brzy poté ze skupiny s baskytaristou Larrym Taylorem odešel a oba se stali členy skupiny Bluesbreakers anglického bluesového hudebníka Johna Mayalla hrál na jeho albech USA Union (1970) a Back to the Roots (1971).
Od Mayalla odešel v roce 1972, tedy po dvou letech svého angažmá, a s několika dalšími hudebníky založil skupinu Pure Food & Drug Act. Když v roce 1974 ze skupiny The Rolling Stones odešel kytarista Mick Taylor, byl Mandel osloven jako možný náhradník; se skupinou však nakonec nahrál pouze dvě písně: „Hot Stuff“ a „Memory Motel“ z alba Black and Blue. Paralelně s působením v těchto skupinách nadále rozvíjel i svou sólovou kariéru (během sedmdesátých let vydal dalších šest alb) a hrál s mnoha dalšími hudebníky, mezi něž patří například Barry Goldberg, Dewey Terry, Kenny Burrell či Ron Carter.
Počátkem devadesátých let opět krátce vystupoval s Canned Heat, přičemž podobně se skupinou hrál i v letech 1996 až 1999. Roku 2010 se skupinou začal opět vystupovat, ale kvůli svému zdravotnímu stavu opět odešel. V roce 2013 mu byla diagnostikována vzácná forma rakoviny, která se nachází v nosu. Za účelem získání financí na léčbu byla uspořádána aukce, v níž se dražily jeho kytary, ale i podepsané kytary od jeho přátel, jako například od Carlose Santany či Keitha Richardse.
V roce 2011 vystoupil po boku písničkáře Boba Dylana na předávání cen Grammy. Roku 1996 se představil jako herec ve filmu Chalk režiséra Roba Nilssona.

## Diskografie

### Studiová alba
- Cristo Redentor (1968)
- Righteous (1969)
- Games Guitars Play (1970)
- Baby Batter (1971)[p 1]
- The Snake (1972)
- Shangrenade (1973)
- Feel the Sound of Harvey Mandel (1974)
- Twist City (1993)
- Snakes and Stripes (1995)
- Planetary Warrior (1997)
- Emerald Triangle (1998)
- Lick This (1999)
- West Coast Killaz (2003)
- Snake Pit (2016)
- Snake Attack (2017)